# Tabaré Ramón Vázquez Rosas
Tabaré Ramón Vázquez Rosas (castellà: Tabaré Vázquez)  (Montevideo, 17 de gener de 1940 - Montevideo, 6 de desembre de 2020) va ser un oncòleg, radioterapeuta i polític uruguaià. Va exercir com a 39è i 41è president de l'Uruguai entre 2005 i 2010 i des del 2015 al 2020.
Va triomfar durant l'elecció presidencial del 31 d'octubre de 2004, en què es presentava com a candidat per la coalició d'esquerra Encuentro Progresista-Frente Amplio-Nueva Mayoría, en obtenir la majoria absoluta amb el 50,45% dels vots vàlids, transformant-se en el primer president esquerrà i trencant amb l'hegemonia bipartidista del Partit Nacional de l'Uruguai i el Partit Colorado, que havien dominat la història política uruguaiana des de la seva independència el 1830. Va assumir el seu càrrec l'1 de març de 2005, i el seu primer mandat va finalitzar el mateix dia de l'any 2010.
El 2014, Vázquez es torna a presentar a les eleccions presidencials per la coalició d'esquerra Front Ampli, aquest cop com a candidat oficialista contra el líder de l'oposició Luis Alberto Lacalle Pou, fill de l'expresident de la República Luis Alberto Lacalle i militant del conservador Partit Nacional, a qui derrota en segona volta. La premsa mundial cobreix la notícia per la transcendència de la figura del president sortint José Mujica.

## Biografia
Aquest metge d'ideologia socialista, va néixer al barri de La Teja, Montevideo, el 17 de gener, 1940. Va acabar la carrera a la Facultat de Medicina de la Universitat de la República i l'agost de 1972 es va graduar com a especialista en Oncologia i Radioteràpia. El 1976, en ple cop d'estat, va obtenir una beca del govern de França que li va permetre d'especialitzar-se a l'Institut Gustave-Roussy de París. El 1982, durant la dictadura militar, va ser designat com a representant de l'Uruguai a Israel per al XI Curs d'Investigació Cancerològica del 10 al 21 de març d'aquell any.
Des del 1985 és professor director de l'àrea Radioteràpia del Departament d'Oncologia de la Universitat de la República. Sol acudir a nombrosos congressos, al Brasil, l'Argentina, el Japó, Israel, França, els Estats Units, Àustria, Turquia i Dinamarca. Ha estat autor i coautor de més d'un centenar de treballs científics publicats en revistes uruguaianes i internacionals.
El 1978 va ser elegit vicepresident del Club Atlético Progreso, i el 1979, en va ser designat president. Durant la seva gestió el club es va consagrar per primera i única vegada com a campió de la primera divisió uruguaiana de futbol el 1989. Es va deslligar de la direcció esportiva aquell mateix any.
Es va casar amb María Auxiliadora Delgado i te tres fills: Ignacio, Santiago i Javier. També van ter un fill adoptiu, Sebastián.

## Carrera política

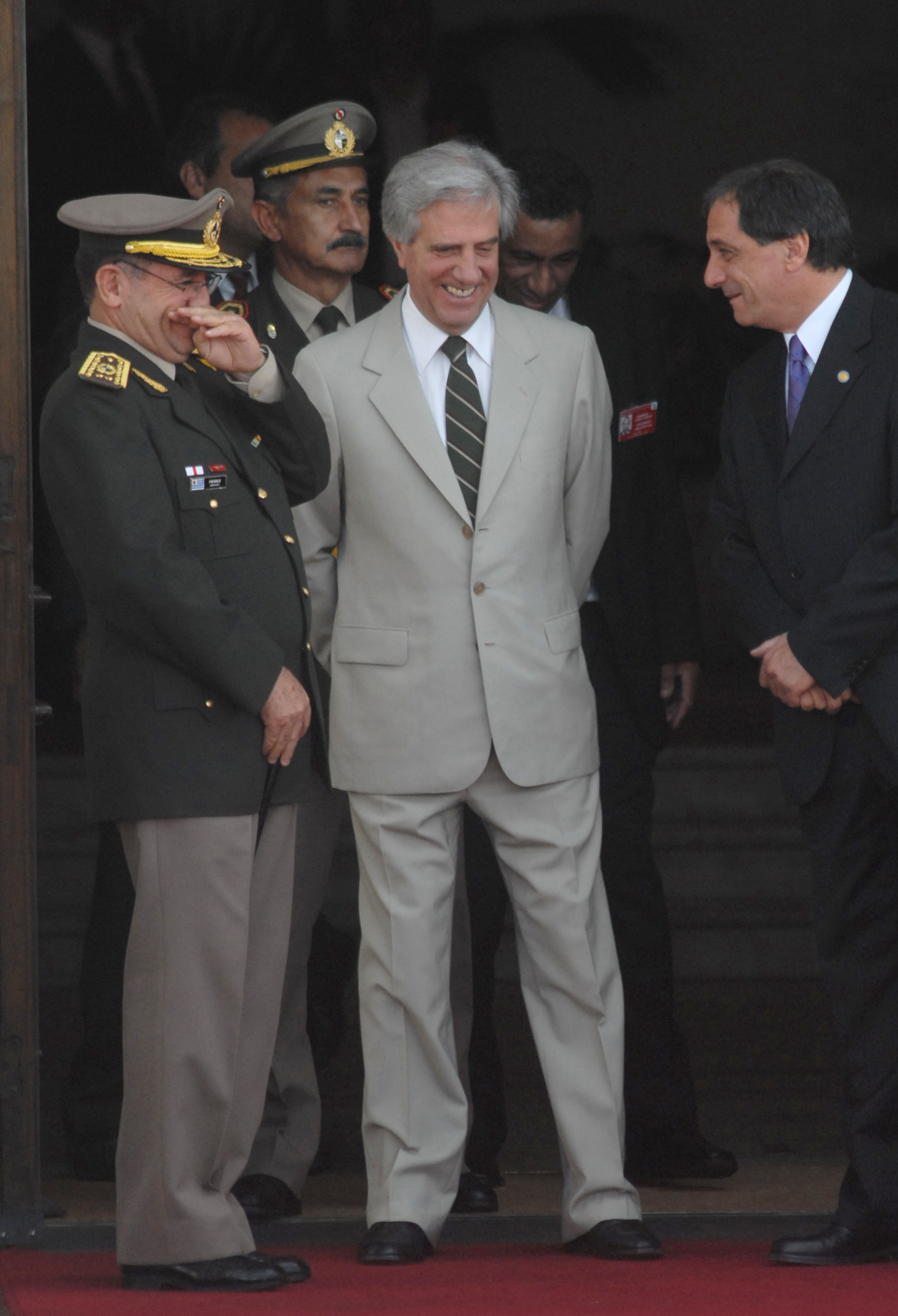
El president Vázquez amb les Forces Armades de l'Uruguai.

El 1986 es va ocupar de les finances de la Comissió del Vot Verd (Comisión del Voto Verde) creada per oposar-se a la Llei de Caducitat que va amnistiar els militars acusats de delictes contra els Drets Humans durant la dictadura uruguaiana.
Va ser membre del Partit Socialista de l'Uruguai i integra el seu Comitè Central des de desembre de 1987.
El novembre de 1989 va ser candidat a Intendent de Montevideo pel Front Ampli, guanyant les eleccions i assumint el càrrec el 15 de febrer, 1990. Amb la seva elecció, es va transformar en el primer governant d'esquerra de la història i en una figura central de la política uruguaiana. Va ser membre del Congrés Nacional d'Intendents durant el període 1990-94 i president del mateix durant l'any 1993.
Fou president de l'Encuentro Progresista des de desembre de 1994 i president del Front Ampli des de desembre de 1996, després de la renúncia del seu anterior líder, el general Líber Seregni, va renunciar durant 1997 a causa de diferències amb els sectors radicals, tornant a ser president a l'any següent. El seu càrrec va ser ratificat el desembre de 2001.
El 1994 es va presentar com a candidat a la presidència al costat de Rodolfo Nin Novoa, en aquell moment senador i exintendent de Cerro Largo pel Partit Nacional, amb qui va fundar el Encuentro Progresista. Va obtenir el 30,6% dels vots.
Novament candidat presidencial l'octubre de 1999, després de derrotar en les internes partidàries a Danilo Astori amb el 82,4% dels vots, va ser el candidat més votat en obtenir el 40,11% dels sufragis, pel que va haver de definir la seva elecció en la segona volta electoral amb el candidat del Partit Colorado, Jorge Batlle Ibáñez. En aquesta definició va obtenir el 45,87% dels vots, resultant vencedor Batlle.

### Elecció presidencial 2004
El 21 de desembre de 2003 va ser proclamat candidat a la Presidència de la República per la coalició Trobada Progressista-Front Ampli-Nova Majoria (Encuentro Progresista–Frente Amplio–Nueva Mayoría) (EP-FA-NM), al costat del seu company de fórmula d'anteriors eleccions, Rodolfo Nin Novoa.
Les enquestes el donaven com un clar guanyador, encara que es dubtava si assoliria la majoria absoluta que li permetria ser elegit sense necessitat de mesurar-se en una segona volta electoral amb el segon candidat més votat.
El 31 d'octubre, 2004 va obtenir el 50,45% dels vots, encara que la Cort Electoral de l'Uruguai va tardar més d'una setmana a fer oficial el resultat a causa que, per obtenir majoria absoluta, faltava que 708 dels més de 32.000 vots observats fossin per a la seva candidatura. Això va crear la possibilitat teòrica d'una segona volta electoral amb el candidat nacional Jorge Larrañaga. Estadísticament es tenia certesa que no anava a ocórrer i la predicció es va confirmar amb el lliurament dels resultats oficials el 6 de novembre. Vázquez va obtenir el vot d'1.124.761 ciutadans en un total de 2.229.611 habilitats i va ser proclamat oficialment president electe el 8 de novembre, assumint el càrrec l'1 de març de 2005. El seu mandat expirarà el 2010.

### Aprovació presidencial
En començar el seu mandat presidencial, Vázquez tenia un nivell d'aprovació del 64%. Dos mesos després el nivell d'aprovació va caure 11 punts, degut principalment a les protestes de carrer registrades a Montevideo. S'hi va qüestionar la demora en la implementació del Pla d'Assistència Nacional a l'Emergència Social (PANS), un pla d'atenció als pobres llançat pel govern, i les polèmiques entre alts funcionaris dels ministeris. També hi va incidir, d'acord amb el sondeig, la proposta per alliberar presos comuns, una mesura proposada pel Govern de Vázquez per intentar resoldre la superpoblació carcerària al país.
A mitjan 2005 el nivell d'aprovació era del 54%. L'enquesta que es va realitzar l'abril de 2006 va revelar que l'índex d'aprovació va ser de 44%, transformant-se en la segona caiguda significativa en els nivells d'aprovació presidencial. El director d'Opinió Pública d'Equips Mori, Ignacio Zuasnabar, va indicar:
| « | (...) el desgast que va provocar sobre la imatge del president el maneig del conflicte entre Argentina i l'Uruguai per plantes de cel·lulosa apareix com la principal explicació d'aquesta caiguda en els seus nivells d'aprovació. | » |

En una enquesta d'aprovació realitzada el mes de juliol de 2006, Tabaré Vázquez va pujar un punt, assolint d'aquesta manera un nivell del 45%.
En una altra enquesta duta a terme a mitjan desembre de 2006, per Equips Mori, es va registrar un lleu creixement del 5%, tenint actualment una aprovació del 50%.
En complir-se dos anys de govern, el Dr. Vázquez, va realitzar un acte públic a la Plaça Independència de Montevideo, on va retre comptes sobre els èxits del govern fins al moment. L'acte, sense antecedents a la història uruguaiana, va generar molt debat a propòsit del caire de la convocatòria i la seva organització va despertar polèmica en els dies previs, amb crítiques des de l'oposició. Tant dirigents blancos com colorados van assenyalar que l'acte constituïa una violació de la Constitució, ja que el veien com un acte polític partidari, tanmateix durant l'acte el president no es va referir a cap partit polític, ni a qüestions partidàries. Malgrat això, membres del gabinet presidencial, com José Mujica van admetre que l'acte va ser de tall polític. S'estima que hi havia més de seixanta mil persones a la plaça i els voltants. Les locucions de Vázquez van durar gairebé 3 hores, durant les quals va repassar els èxits de cada ministeri en aquests dos anys. Per la durada de l'acte, l'oposició va qualificar a l'acte com a digne del president veneçolà Hugo Chávez o del líder cubà Fidel Castro. Mentrestant, algunes fonts d'informació asseguren que Vázquez està analitzant la situació per impulsar una reforma constitucional, que el permeti ser reelegit President de la República, encara que el mateix Vázquez va desmentir aquesta especulació poc temps després.
A final de març del 2007 l'empresa consultora Factum va treure com a resolució que uns 60% dels uruguaians aprova la gestió del president Vázquez (augmentant un 5% de l'última enquesta), la desaprovació en canvi és d'un 19%.

### Política internacional

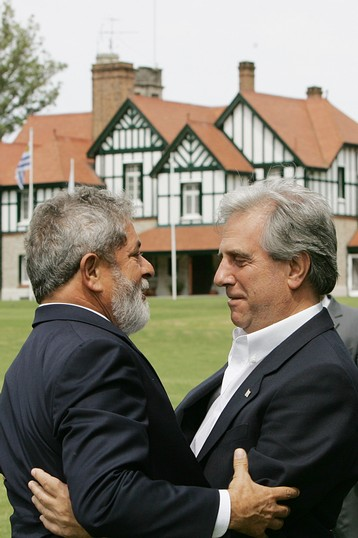
Tabaré Vázquez i el president del Brasil, Lula da Silva.

Cap destacar dintre de les relacions internacionals del govern de Vázquez la represa de relacions amb Cuba, l'afermada amistat entre el govern uruguaià i el veneçolà, la dolenta comunicació entre l'Uruguai i l'Argentina, les dures crítiques del mandatari al Mercosur, la negativa del govern de signar un TLC amb els Estats Units, les millorades relacions amb altres governs ditsprogressistes com el de Bolívia, Xile, Brasil i l'Equador i, finalment, les noves fronteres de comerç amb països com Nova Zelanda, Xina, Índia i la Unió dels Emirats Àrabs.

#### Relació amb Cuba
La primera acció diplomàtica d'importància del govern de Vázquez va succeir el mateix dia d'assumpció, l'1 de març del 2005, quan el canceller Reinaldo Gargano signa la represa de les relacions diplomàtiques amb Cuba, que des del 2002 i fins llavors el president de torn Jorge Batlle Ibáñez havia decidit acabar-les, al·legant severes diferències amb el mandatari cubà Fidel Castro. Una de les promeses electorals del Front Ampli va ser la immediata represa de les relacions bilaterals entre ambdós països.

#### Relació amb elMercosur
Durant el seu govern, Vázquez s'ha mostrat distant envers el Mercosur, ja que segons ell existeixen asimetries molt greus entre els països grans del bloc, és a dir l'Argentina i el Brasil, mentre que els països com Paraguai i Uruguai quedaven en un segon pla. Aquestes acusacions van generar discrepància entre l'Uruguai i els països ja esmentats.

#### Relació amb Veneçuela

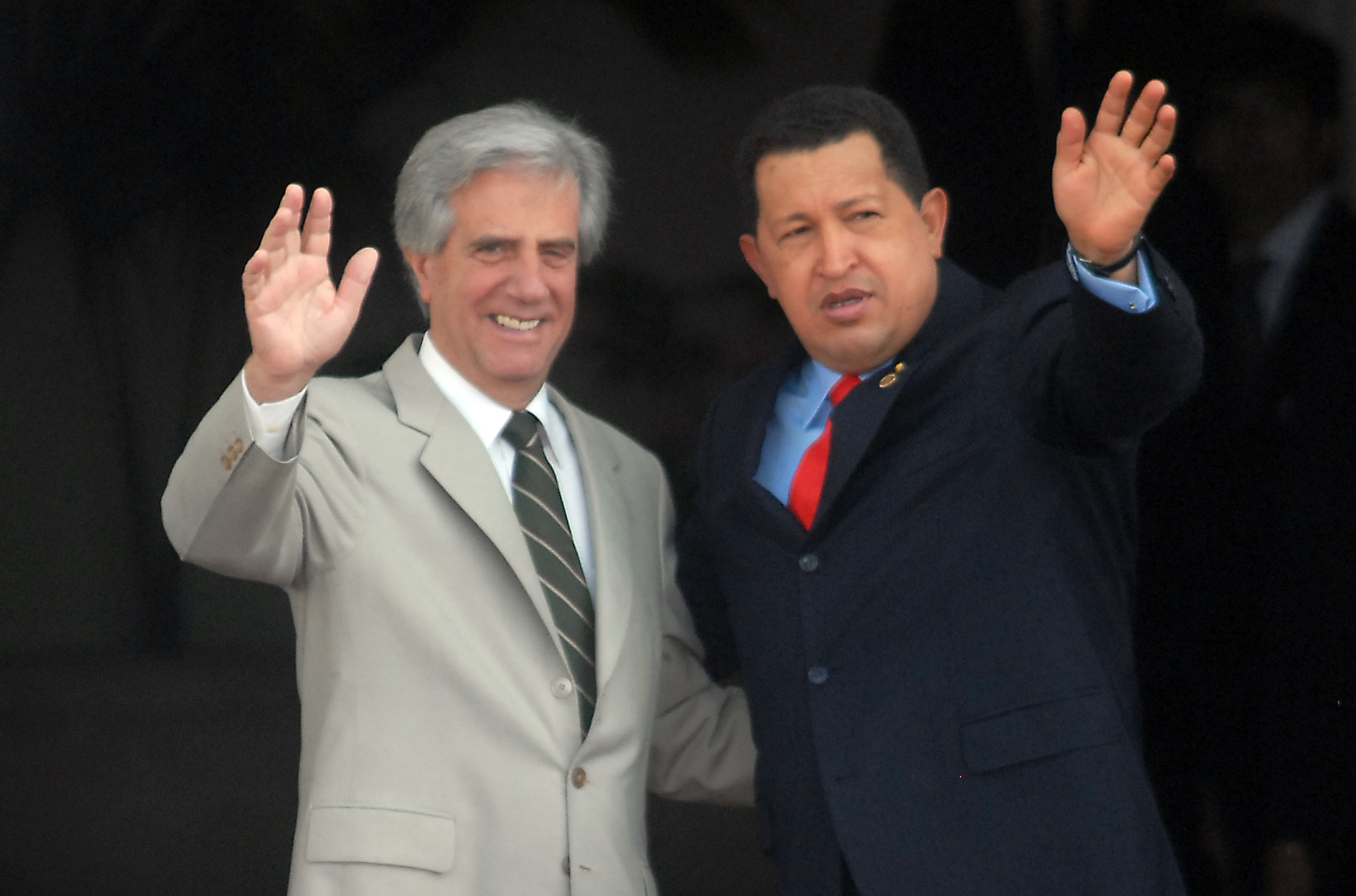
Tabaré Vázquez i Hugo Chávez.

Davant la petició de Veneçuela per a ésser membre ple del Mercosur, el Poder Executiu va agilitar l'aprovació de les cambres de representants i la de senadors (tenint l'aprovació de l'oficialisme i no la de l'oposició) i aconseguir així ser el primer país a acceptar a Veneçuela com membre ple del bloc. La relació de Veneçuela amb l'Uruguai ha millorat progressivament després del traspàs de comandament. Anteriorment el president Hugo Chávez també posseïa diferències amb l'expresident uruguaià Jorge Batlle, sobretot després de l'estancament de relacions amb Cuba. Després de l'assumpció de Vázquez el tracte envers l'Uruguai va ser fratern. Veneçuela va donar diners per a la reestructuració de l'Hospital de Clíniques i altres edificis públics.

#### Relació amb els Estats Units

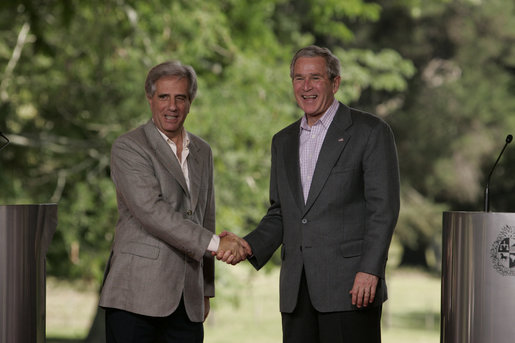
El president Vázquez rep a George W. Bush a l'Uruguai, els primers dies de març de 2007.

Si bé en les campanyes electorals Vázquez es mostrava poc inclinat a tota relació amb els Estats Units, el seu ministre d'economia Danilo Astori pensava el contrari. De fet, durant el temps transcorregut en el seu mandat es va assolir signar un TIFA, pas previ al TLC tan desitjat per l'oposició i rebutjat per l'oficialisme. De tota manera, el president ha dit en diverses ocasions que de cap manera se signarà un TLC amb el país del nord. Tanmateix, Estats Units es mostra insistent en l'assumpte. De fet, el 8 de març del 2007 el president George W. Bush va visitar el país per dos dies i va formalitzar exportacions de l'Uruguai cap al seu país, com és el cas dels nabius. A més el país ha estat visitat per diversos secretaris del president Bush, com el secretari del tresor Henry Paulson, la secretària d'estat Condoleezza Rice i la secretària de Treball Elaine Chao, entre d'altres.

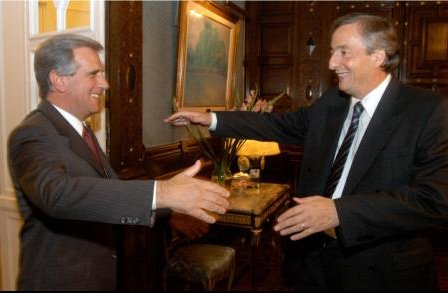
Tabaré Vázquez i l'expresident de l'Argentina, Néstor Kirchner, el 5 de maig de 2005.

#### Relació amb l'Argentina
El conflicte més tibant, que en termes diplomàtics ha afrontat aquest govern, va ser sens dubte l'enfrontament per la fábrica de paper finesa Botnia amb l'Argentina, amb qui l'Uruguai té molta història compartida i pobles amics, el que ha fet aquest conflicte encara més difícil de tolerar. Vázquez, qui en primera instància s'havia mostrat en contra de la instal·lació de les papereres a Fray Bentos, va canviar el seu parer a l'arribar al govern. Argentina acusa a l'Uruguai d'haver violat el Tractat del Riu Uruguai, riu compartit per ambdós països.
Mentrestant, l'Uruguai acusa al país veí de la il·legalitat dels corts de ruta que els habitants de Gualeguaychú porten a terme ininterrompudament des de desembre de 2006. Ambdós conflictes seran resolts al Tribunal de l'Haya. La relació entre Néstor Kirchner i Tabaré Vázquez va aempitjorar progressivament amb el temps. A l'assumir Cristina Fernández com a presidenta de l'Argentina li va dedicar dures paraules al mandatari uruguaià, però li va assegurar els seus desitjos d'acabar amb aquest enfrontament i de no voler agreujar més el problema. Una setmana després, a Montevideo, el president Vázquez li va passar la presidència pro témpore del Mercosur a la mandatària i li va dir que "cap argentí era estranger a l'Uruguai", el que es va veure com un gest de treva i una confirmació que el govern uruguaià tampoc aniria a agreujar més el problema que havia sofert un gran efecte de "bola de neu". No obstant això, l'enfrontament encara no ha estat solucionat.

#### Relació amb el món

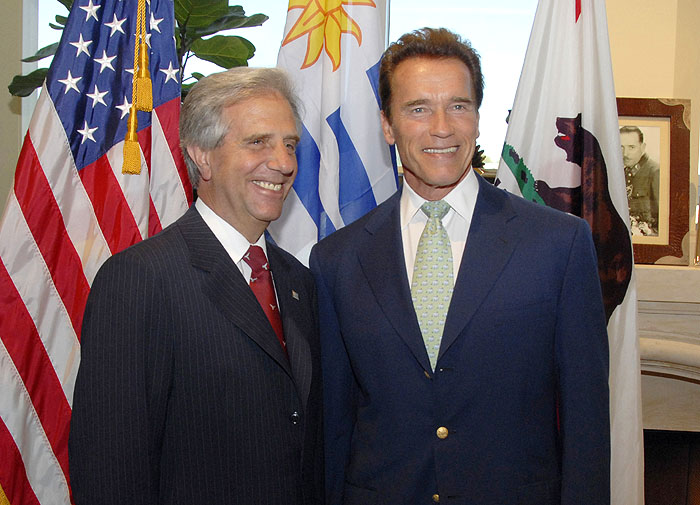
Tabaré Vázquez amb el governador de Califòrnia, Arnold Schwarzenegger.

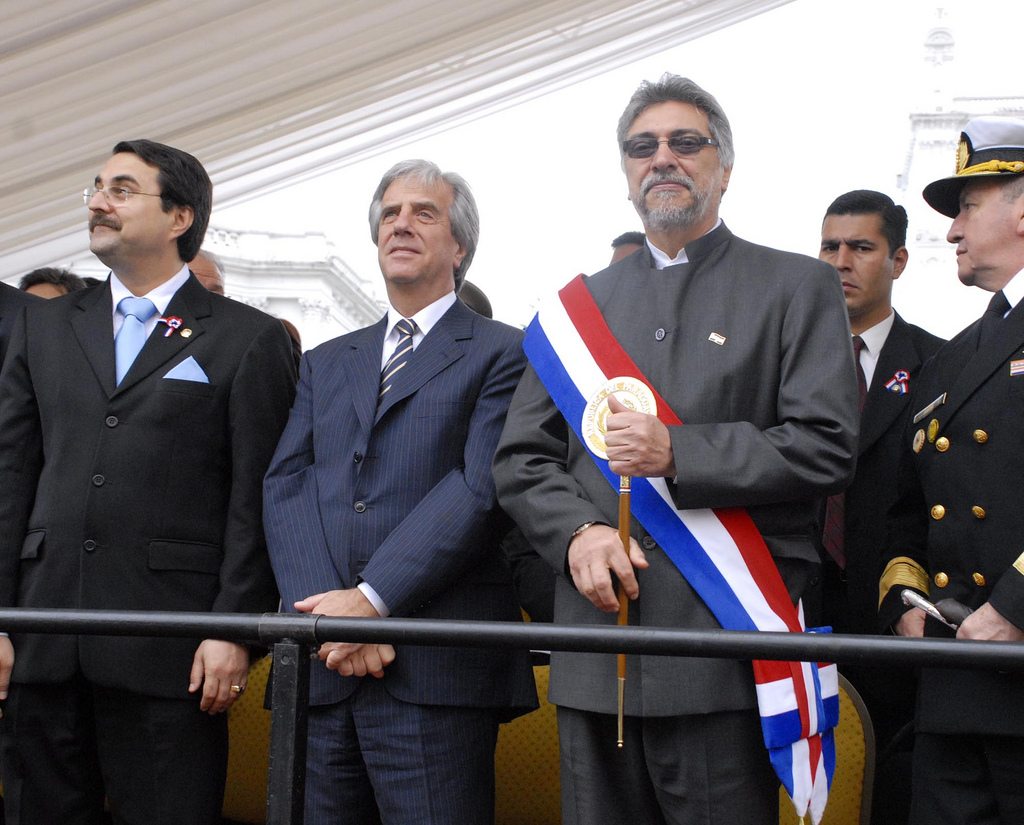
Tabaré Vázquez i el president del Paraguai, Fernando Lugo (Asunción, maig de 2009).

En relació amb l'agenda internacional, Vázquez ha afermat vincles amb països d'Àsia, Oceania i Europa. Durant el seu mandat va visitar diversos països d'aquests continents. En el govern s'ha expressat la voluntat de l'executiu de signar un TLC (Tractat de Lliure Comerç) amb Xina. Entre la comitiva de viatges diplomàtics del president es troba un grup de periodistes i com novetat, un grup d'empresaris particulars que ho acompanyen a la recerca de noves inversions. Quant a les inversions, empresaris de la Unió dels Emirats Àrabs s'han mostrat molt interessats a invertir a la zona, així com empresaris de Nova Zelanda i de l'Índia, amb qui també es buscaria signar un TLC. Amb Portugal ha signat un intercanvi de bucs i equips militars, mentre que amb altres països de la Unió Europea com Bèlgica i Espanya, ha establert forts vincles comercials i portuaris, i, en el cas d'Espanya, culturals, socials i econòmics, especialment amb el seu homòleg socialista José Luis Rodríguez Zapatero, el rei Joan Carles I, el govern de Madrid, i els presidents de les comunitats autònomes de Galícia i Astúries. El diàleg que va mantenir amb Zapatero a la Moncloa es va dedicar a tractar de l'emigració de ciutadans uruguaians a Espanya, i ambdós presidents van prometre lluitar contra la immigració il·legal, el terrorisme i la pobresa. Vázquez es va comprometre a col·laborar en la detenció de presumptes membres d'ETA que poden estar refugiats a l'Uruguai, i Zapatero li va plantejar un millor tracte per als immigrants uruguaians residents a Espanya, així com els documents per a obtenir la legalitat i evitar que siguin deportats a l'oficina de migracions. El president de l'Uruguai va fer esment que era net de gallecs emigrats a Amèrica, i que espera que el govern espanyol sigui acollidor amb els uruguaians, de la mateixa forma que l'Uruguai ho va ser amb els espanyols en el segle xx. Espanya és mediadora oficial, a més, del conflicte bilateral entre Argentina i Uruguai per la construcció de la fàbrica de Botnia a Fray Bentos, departament de Río Negro.
A més les bones relacions amb Xile són de gran importància, ja que el país sud-americà és pres tant per l'oficialisme com per l'oposició com a model per a l'Uruguai i el seu futur.

### Projectes i mesures en el govern

#### Pla d'Emergència Social 'Mà amb Mà'
Els programes que componen el Pla tenen com a objectiu el generar les condicions de caràcter estructural imprescindibles per emprendre efectivament el camí cap a la igualtat, l'equitat i la justícia social. Exercit pel Ministeri de Desenvolupament Social, conjuntament amb el govern. El pla ha rebut crítiques des de l'oposició, ja que no prioritzava ni es vincula en cap aspecte amb l'educació.

#### Decret AntitabaquismeUn milió de Gràcies
Mitjançant aquest Decret Llei el govern va prohibir totalment el consum de tabac en llocs públics tancats; en cas de violar aquesta llei es multa severament i en sancions reiterades es pena amb presó. La idea és disminuir les malalties que produeix el tabac i que era una de les majors causes de mortalitat a l'Uruguai. La idea (ja assolida) era que un milió (dels tres milions) d'uruguaians estiguessin d'acord amb aquest decret. L'Uruguai va ser el primer país d'Amèrica a posar en vigència aquest decret i un dels primers del món.
Aquest decret va ser aprovat sense recórrer-se a la llei, (sense intervenció del Poder Legislatiu), i alguns el consideren un atemptat contra la llibertat de les persones als espais públics.

#### Pla Ceibal

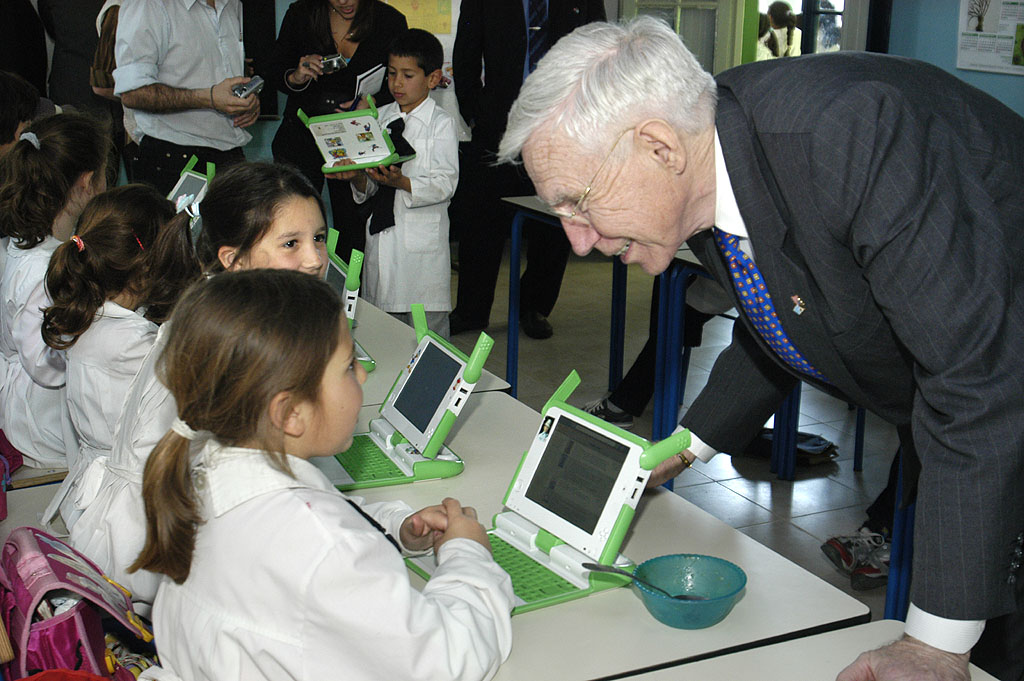
Pla Ceibal

El pla Ceibal és el nom que adopta a l'Uruguai el projecte mundial d'One laptop per child en la qual el govern brinda a cada escolar del país un ordinador portàtil, amb l'objectiu que tots puguin tenir les mateixes possibilitats d'estudi i disminueixi la desigualtat social. A més, el Pla Ceibal inclou altres propostes per millorar les condicions dels escolars uruguaians. Aquest pla és finançat pel Ministeri d'Economia i Finances.
Aquest pla va rebre el suport del partit d'oposició, Partit Colorado, (un partit centrista definit en la Tercera Via -corrent ideològic desenvolupat a Europa i Llatinoamèrica que pretén crear una doctrina entre la socialdemocràcia i el liberalisme, utilitzant el social liberalisme com a política econòmica, ja que van expressar, -els colorados-, el seu incondicional suport al canvi cap a la modernitat i llibertat que suposa la inserció de computadores en els centres educatius.

#### Reforma tributàrial'Uruguai avança
La reforma Tributària és la reforma més important del govern de Tabaré Vázquez. Impulsada pel Ministre d'Economia Danilo Astori, la reforma proposa l'impost als salaris i un nou sistema d'impostos a tot el país. Els analistes suggereixen que aquesta és la primera gran reforma d'esquerra que aquest govern posa en marxa.
La reforma planteja un progressiu augment impositiu, implantant l'IRPF (Imposat a la Renda de les Persones Físiques), amb quantitats mai no utilitzades al món i amb taxes que inclouen la majoria dels àmbits de la vida laboral, jubilats i pensionistes, etc., a més de la implantació de nombrosos impostos a productes mai no gravats, com la compravenda d'immobles, vehicles, aliments, i una gran quantitat restant.

## Últims dies
El 20 d'agost de 2019, el president Vázquez va revelar que patia un nòdul de pulmó amb aspecte maligne. No obstant això, va anunciar la seva intenció d'acabar el seu mandat presidencial l'1 març del 2020 tal com estaba previst.
Va morir el 6 de desembre de 2020.

## Historial electoral

### Eleccions presidencials de 1994
Resultat de les eleccions de 1994 per a la presidència de la
República
| Candidat                | Partit          | Vots             | Resultat |
| Julio María Sanguinetti | Partit Colorado | 656.428 (32,35%) | Electe   |
| Alberto Volonté         | Partit Nacional | 633.384 (31,21%) |          |
| Tabaré Vázquez          | Front Ampli     | 621.226 (30,61%) |          |
| Rafael Michelini        | Nou Espai       | 104.773 (5,16%)  |          |

### Eleccions presidencials de 1999
Resultat de les eleccions de 1999 per a la presidència de la República
| Candidat             | Partit          | Vots             | Resultat     |
| Tabaré Vázquez       | Front Ampli     | 861.192 (40,11%) | Segona volta |
| Jorge Batlle         | Partit Colorado | 703.915 (32,78%) | Segona volta |
| Luis Alberto Lacalle | Partit Nacional | 478.980 (22,31%) |              |
| Rafael Michelini     | Nou Espai       | 97.943 (4,56%)   |              |

Segona volta
| Candidat       | Partit          | Vots               | Resultat |
| Jorge Batlle   | Partit Colorado | 1.158.708 (54,13%) | Electe   |
| Tabaré Vázquez | Front Ampli     | 981.778 (45,86%)   |          |

### Eleccions presidencials de 2004
Resultat de les eleccions de 2004 per a la presidència de la República
| Candidat           | Partit             | Vots               | Resultat |
| Tabaré Vázquez     | Front Ampli        | 1.124.761 (50,45%) | Electe   |
| Jorge Larrañaga    | Partit Nacional    | 764.739 (34,30%)   |          |
| Guillermo Stirling | Partit Colorado    | 231.036 (10,36%)   |          |
| Pablo Mieres       | Partit Independent | 41.011 (1,84%)     |          |

### Eleccions presidencials de 2014
El 26 d'octubre, Vázquez va assolir un resultat pròxim a la meitat dels vots vàlids, la qual cosa li va servir per a disputar una segona volta electoral contra el candidat de l'oposició, el nacionalista conservador Luis Alberto Lacalle Pou el 30 de novembre. Aquest dia va ser elegit president amb un percentatge superior al 53% dels vots emesos.
Resultat de la primera volta de les eleccions de 2014 per a la presidència de la República.
| Candidat                 | Partit                   | Vots                | Resultat     |
| Tabaré Vázquez           | Front Ampli              | 1.134.187 (47,81%). | Segona volta |
| Luis Alberto Lacalle Pou | Partit Nacional          | 732.601 (30,88%).   | Segona volta |
| Pedro Bordaberry         | Partit Colorado          | 305.6997 (12,89%).  |              |
| Pablo Mieres             | Partit Independent       | 73.379 (3,09%).     |              |
| Gonzalo Abella           | Unitat Popular           | 26.869 (1,13%).     |              |
| César Vega               | PERI                     | 73.379 (0,75%).     |              |
| Gonzalo Abella           | Partit dels Treballadors | 3.218 (0,13%).      |              |

Resultat de la segona volta de les eleccions de 2014 per a la presidència de la República.
| Candidat                 | Partit                            | Vots                | Resultat |
| Tabaré Vázquez           | Front Ampli (coalició d'esquerra) | 1.241.568 (53,48%). | Elegit   |
| Luis Alberto Lacalle Pou | Partit Nacional (dreta)           | 955.741 (41,17%).   |          |